# Chiton virgulatus
La especie Chiton virgulatus, es una especie de molusco poliplacóforo perteneciente a la familia Chitonidae1. Se le conoce comúnmente como cochinilla de mar2. Se alimenta de algas diatomeas3.

## Clasificación y descripción
Especie de forma ovalada, relativamente elongado. Posee la inserción de las placas muy desarrollada, con menos de 35 costillas longitudinales en el área de las ceramas. Ceramas opacas de color verde a marrón. El cinturón tiene escamas pequeñas2,4.

## Distribución
La especie Chiton virgulatus se distribuye desde Bahía Magdalena Baja California Sur hasta Bahía Kino, Sonora2,5. Debido a su distribución, se le considera endémica de México.

## Ambiente
Habita en el intermareal rocoso.

## Estado de Conservación
Hasta el momento en México no se encuentra en ninguna categoría de protección, ni en la Lista Roja de la IUCN (International Union for Conservation of Nature) ni en CITES (Convención sobre el Comercio Internacional de Especies Amenazadas de Fauna y Flora Silvestres).